# معاون نخست‌وزیر یمن
معاون نخست‌وزیر جمهوری یمن، معاون رئیس دولت یمن است.
بر اساس قانون اساسی یمن، معاون نخست‌وزیر، توسط رئیس‌جمهور منصوب می‌شود.
آخرین معاونان سابق نخست‌وزیر یمن، احمد المیسری و احمد سعید الخانباشی بودند.